# Acartauchenius planiceps
Acartauchenius planiceps is een spinnensoort die tot de familie van de hangmatspinnen (Linyphiidae) gerekend wordt. De wetenschappelijke naam van de soort werd voor het eerst geldig gepubliceerd in 2002 door Robert Bosmans.